# Sociedade Anônima (programa de televisão)
Sociedade Anônima foi um programa de televisão brasileiro produzido pela TV Globo e exibido de 1 de abril até 27 de maio de 2001, e contou com a apresentação de Cazé Peçanha.
Tinha a proposta de entrevistar semanalmente personagens comuns e anônimos, como um lixeiro, um vendedor ambulante etc.

## Formato
Diversos quadros compunham o programa, entre os quais um show de calouros, no qual os participantes tinham que imitar profissionais de televisão, e o Bolsa de Valores, que apresentava uma cotação sobre prestadores de serviços informais, como um vendedor de cachorro-quente.
No game Construção Facial, uma pessoa era levada ao estúdio com o rosto coberto, para que o auditório tentasse descobrir suas feições. Duas equipes procuravam “montar” o rosto do desconhecido com a ajuda de um programa de computador.

## Audiência
Em sua estreia, perdeu para a exibição do Óscar no SBT com apenas 15 pontos, contra 16 da premiação.
No dia 20 de maio, sua penúltima edição, novamente foi derrotado pelo SBT. Desta vez, a atração global registrou 12 pontos de média, versus 22 do programa comandado por Silvio Santos, o Topa Tudo Por Dinheiro.

## Curiosidades
- Teve o título provisório de Ilustre Desconhecido.
- Foi o primeiro programa da TV brasileira a ter seu piloto (programa teste) exibido ao vivo pela internet.
- O público era convidado a assistir à gravação – realizada no sábado anterior à exibição do programa – pela internet.
- Através de painéis formados por diversos monitores de TV instalados no cenário do programa, Cazé Peçanha conversava com os internautas, que podiam participar ainda dos quadros e avaliar os calouros.